# Требазелеге
Требазѐлеге (на италиански: Trebaseleghe; на венециански: Trebaxełeghe) е град и община в Северна Италия, провинция Падуа, регион Венето. Разположен е на 22 m надморска височина. Населението на общината е 12 656 души (към 2010 г.).